# 젠티스
젠티스산(독일어: Säntis)은 스위스 북동부의 알프슈타인 대산괴에서 가장 높은 산으로 해발 2,501.9m이다. 또한 발렌호와 보덴호 사이에 있는 전체 아펜첼 알프스의 정점이기도 하다. 3개 주에서 공유하는 이 산은 알프스산맥의 대산괴 내에서 북쪽으로 노출되어 있어 눈에 잘 띄는 랜드마크이다. 결과적으로 젠티스블리크(영어: 젠티스뷰)이라는 주택은 독일의 검은숲과 같은 먼 지역에서 찾을 수 있다. 젠티스는 그 중 알프스에서 가장 눈에 띄는 정상과 유럽에서 가장 눈에 띄는 정상에 전망대가 있다. 정상에서 바라보는 파노라마는 장관이다. 날씨가 좋으면 스위스, 독일, 오스트리아, 리히텐슈타인, 프랑스, 이탈리아 6개국을 볼 수 있다.

## 지리

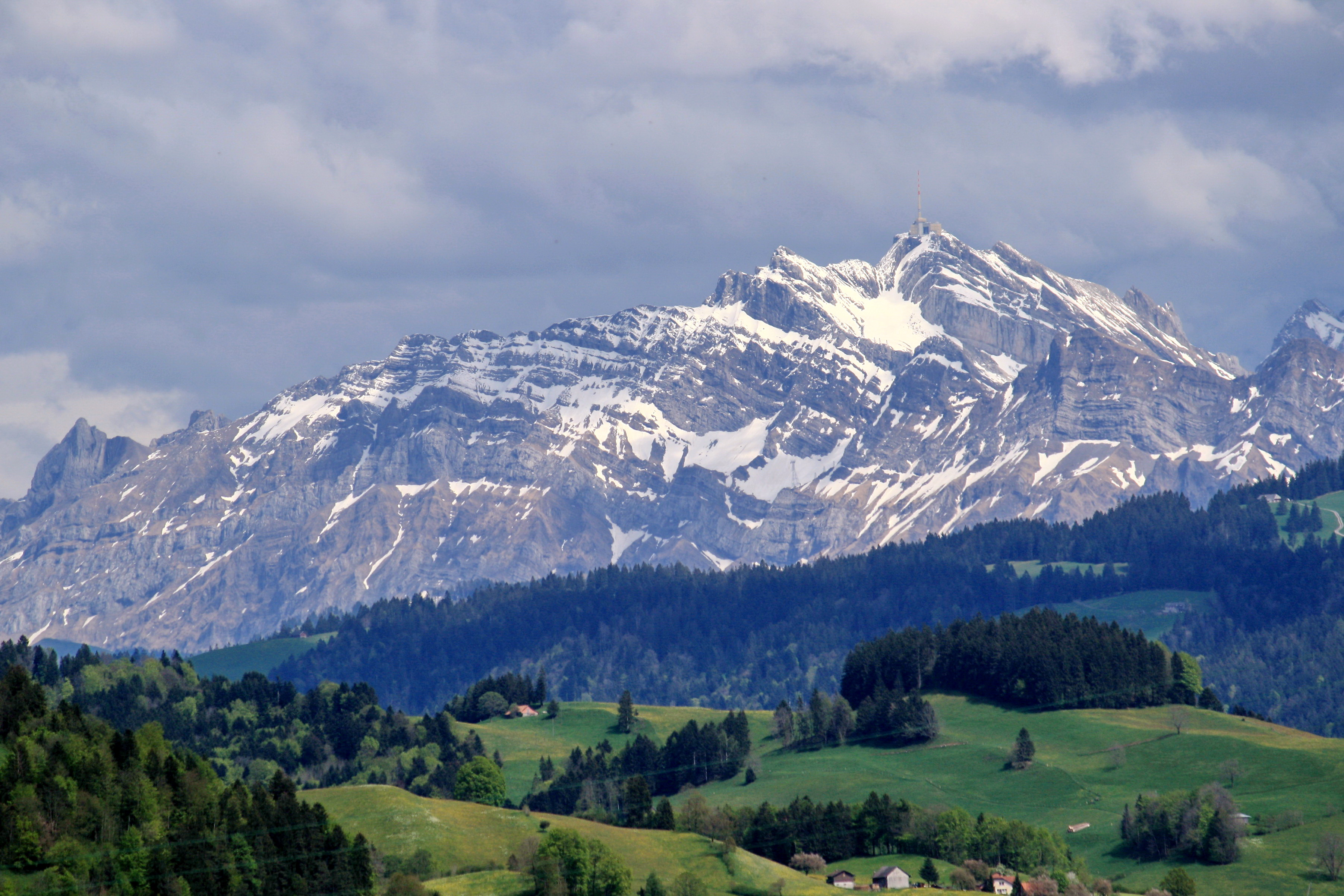
바츠베르크에서 본 젠티스

젠티스는 아펜첼 마을에서 남서쪽으로 거의 10km 떨어진 알프슈타인 지역에 있다. 젠티스에서 3개의 주(아펜첼 아우서로덴주, 아펜첼 이너로덴주 및 장크트갈렌주)가 만난다. 산은 훈트빌, 슈벤데 및 빌트하우스-알트 장크트 요한 정상이 해발 2,502m에 불과하지만, 지형적으로는 알프스 13위, 유럽 29위다. 2,021m에서. 눈에 잘 띄는 봉우리는 고도가 비교적 완만하더라도 인상적인 정상 전망을 종종 볼 수 있다. 젠티스가 대표적인 예이다. 젠티스는 또한 아펜첼 아우서로덴과 아펜첼 이너로덴주의 두 주에서 가장 높은 산이다.

### 기후
젠티스의 노출된 위치는 높은 알프스에서 일반적으로 관찰되는 기상 조건을 초래한다. 이는 대부분의 북극에서 찾아볼 수 없는 폭우가 많은 전형적인 극지방 기후 (쾨펜 분류 : ET)임을 의미한다. 예를 들어, 1999년 4월 산의 북쪽 설원 정상 바로 아래에서 816cm의 눈높이가 기록되었다. 일일 평균 기온은 –0.7°C이고, 연간 강수량은 2,840mm이다.
| 젠티스(~12 m of the ridge), 해발: 2,490 m or 8,170 ft 1991–2020 normals의 기후 | 젠티스(~12 m of the ridge), 해발: 2,490 m or 8,170 ft 1991–2020 normals의 기후 | 젠티스(~12 m of the ridge), 해발: 2,490 m or 8,170 ft 1991–2020 normals의 기후 | 젠티스(~12 m of the ridge), 해발: 2,490 m or 8,170 ft 1991–2020 normals의 기후 | 젠티스(~12 m of the ridge), 해발: 2,490 m or 8,170 ft 1991–2020 normals의 기후 | 젠티스(~12 m of the ridge), 해발: 2,490 m or 8,170 ft 1991–2020 normals의 기후 | 젠티스(~12 m of the ridge), 해발: 2,490 m or 8,170 ft 1991–2020 normals의 기후 | 젠티스(~12 m of the ridge), 해발: 2,490 m or 8,170 ft 1991–2020 normals의 기후 | 젠티스(~12 m of the ridge), 해발: 2,490 m or 8,170 ft 1991–2020 normals의 기후 | 젠티스(~12 m of the ridge), 해발: 2,490 m or 8,170 ft 1991–2020 normals의 기후 | 젠티스(~12 m of the ridge), 해발: 2,490 m or 8,170 ft 1991–2020 normals의 기후 | 젠티스(~12 m of the ridge), 해발: 2,490 m or 8,170 ft 1991–2020 normals의 기후 | 젠티스(~12 m of the ridge), 해발: 2,490 m or 8,170 ft 1991–2020 normals의 기후 | 젠티스(~12 m of the ridge), 해발: 2,490 m or 8,170 ft 1991–2020 normals의 기후 |
| 월                                                                             | 1월                                                                            | 2월                                                                            | 3월                                                                            | 4월                                                                            | 5월                                                                            | 6월                                                                            | 7월                                                                            | 8월                                                                            | 9월                                                                            | 10월                                                                           | 11월                                                                           | 12월                                                                           | 연간                                                                           |
| ------------------------------------------------------------------------------ | ------------------------------------------------------------------------------ | ------------------------------------------------------------------------------ | ------------------------------------------------------------------------------ | ------------------------------------------------------------------------------ | ------------------------------------------------------------------------------ | ------------------------------------------------------------------------------ | ------------------------------------------------------------------------------ | ------------------------------------------------------------------------------ | ------------------------------------------------------------------------------ | ------------------------------------------------------------------------------ | ------------------------------------------------------------------------------ | ------------------------------------------------------------------------------ | ------------------------------------------------------------------------------ |
| 일평균 최고 기온 °C (°F)                                                       | −4.1 (24.6)                                                                    | −4.8 (23.4)                                                                    | −3.3 (26.1)                                                                    | −1.0 (30.2)                                                                    | 3.2 (37.8)                                                                     | 6.9 (44.4)                                                                     | 9.2 (48.6)                                                                     | 9.6 (49.3)                                                                     | 6.2 (43.2)                                                                     | 3.7 (38.7)                                                                     | −0.7 (30.7)                                                                    | −3.2 (26.2)                                                                    | 1.8 (35.2)                                                                     |
| 일일 평균 기온 °C (°F)                                                         | −6.8 (19.8)                                                                    | −7.5 (18.5)                                                                    | −5.6 (21.9)                                                                    | −3.0 (26.6)                                                                    | 1.0 (33.8)                                                                     | 4.5 (40.1)                                                                     | 6.4 (43.5)                                                                     | 6.8 (44.2)                                                                     | 3.6 (38.5)                                                                     | 1.1 (34.0)                                                                     | −3.3 (26.1)                                                                    | −5.9 (21.4)                                                                    | −0.7 (30.7)                                                                    |
| 일평균 최저 기온 °C (°F)                                                       | −9.3 (15.3)                                                                    | −10.0 (14.0)                                                                   | −8.0 (17.6)                                                                    | −5.3 (22.5)                                                                    | −1.3 (29.7)                                                                    | 2.1 (35.8)                                                                     | 4.0 (39.2)                                                                     | 4.5 (40.1)                                                                     | 1.3 (34.3)                                                                     | −1.3 (29.7)                                                                    | −5.7 (21.7)                                                                    | −8.4 (16.9)                                                                    | −3.1 (26.4)                                                                    |
| 평균 강수량 mm (인치)                                                          | 270 (10.6)                                                                     | 222 (8.7)                                                                      | 255 (10.0)                                                                     | 176 (6.9)                                                                      | 224 (8.8)                                                                      | 243 (9.6)                                                                      | 279 (11.0)                                                                     | 266 (10.5)                                                                     | 214 (8.4)                                                                      | 193 (7.6)                                                                      | 205 (8.1)                                                                      | 294 (11.6)                                                                     | 2,840 (111.8)                                                                  |
| 평균 강설량 cm (인치)                                                          | 133 (52)                                                                       | 140 (55)                                                                       | 134 (53)                                                                       | 96 (38)                                                                        | 64 (25)                                                                        | 30 (12)                                                                        | 13 (5.1)                                                                       | 12 (4.7)                                                                       | 38 (15)                                                                        | 60 (24)                                                                        | 118 (46)                                                                       | 165 (65)                                                                       | 1,003 (395)                                                                    |
| 평균 강수일수 (≥ 1.0 mm)                                                       | 12.7                                                                           | 12.3                                                                           | 14.4                                                                           | 12.8                                                                           | 15.1                                                                           | 16.1                                                                           | 16.5                                                                           | 15.8                                                                           | 13.4                                                                           | 11.6                                                                           | 12.3                                                                           | 14.9                                                                           | 167.9                                                                          |
| 평균 강설일수 (≥ 1.0 cm)                                                       | 14.2                                                                           | 13.4                                                                           | 15.0                                                                           | 12.5                                                                           | 9.0                                                                            | 4.6                                                                            | 2.0                                                                            | 1.7                                                                            | 5.3                                                                            | 8.1                                                                            | 12.1                                                                           | 15.7                                                                           | 113.6                                                                          |
| 평균 상대 습도 (%)                                                             | 66                                                                             | 68                                                                             | 74                                                                             | 79                                                                             | 83                                                                             | 85                                                                             | 85                                                                             | 82                                                                             | 79                                                                             | 72                                                                             | 71                                                                             | 69                                                                             | 76                                                                             |
| 평균 월간 일조시간                                                             | 128                                                                            | 132                                                                            | 155                                                                            | 162                                                                            | 163                                                                            | 160                                                                            | 168                                                                            | 171                                                                            | 158                                                                            | 161                                                                            | 118                                                                            | 111                                                                            | 1,787                                                                          |
| 가능 일조율                                                                    | 46                                                                             | 46                                                                             | 43                                                                             | 41                                                                             | 36                                                                             | 35                                                                             | 36                                                                             | 40                                                                             | 43                                                                             | 48                                                                             | 43                                                                             | 43                                                                             | 41                                                                             |
| 출처: MeteoSwiss                                                               |                                                                                |                                                                                |                                                                                |                                                                                |                                                                                |                                                                                |                                                                                |                                                                                |                                                                                |                                                                                |                                                                                |                                                                                |                                                                                |

## 역사
젠티스라는 이름은 9세기로 거슬러 올라간다. 잠바티누스(영어: 토요일에 태어난 사람)를 위한 로만슈어 약어로, 인근 지역의 이름으로 생각되었다. 이름은 나중에 정상 회담을 참조하는 데 사용되었다. 독일어에서는 젬프티스라고 불렀다. 이 산은 나중에 헬베티아 공화국(1798-1803)의 한 주에 이름을 붙였다.

### 기상관측소
1879년 로마의 국제 기상 회의는 적절하고 접근 가능한 정상에 기상 관측소를 건설하는 것이 필요하다고 선언했다. 따라서 스위스는 젠티스에 기상 관측소를 건설했다. 북쪽 능선의 위치는 그러한 노력에 이상적인 것으로 판명되었다. 기상 관측소는 1882년 가을에 가동되었다.

### 젠티스 살인
소위 젠티스 살인은 1922년 겨울에 일어났다. 기상 관측소 관리인 하인리히 하스와 그의 아내 마리아 막달레나가 살해된 범죄를 말한다. 살인 사건은 2월 21일 일기예보가 없어서 발견됐다. 누락된 보고의 결과로 수색대가 젠티스로 파견되어 그곳에서 시신을 발견했다. 유력한 용의자는 살인 3주 후 자살한 신발공 그레고르 안톤 크로이츠포인터너였다. 따라서 이 이중 살인에 대한 진실은 오늘날까지 불분명하다.

### 낙뢰 관측소
젠티스는 유럽에서 낙뢰 발생률이 가장 높은 곳 중 하나이다. 2010년에 낙뢰 관측소는 로잔에 있는 EPFL의 전자기 호환성 연구소에 의해 산에 있는 120m 높이의 통신 타워 꼭대기에 설치되었다. 관측소는 파업당 약 1GB의 데이터를 자동으로 기록한 다음 연구원에게 알린다. 운영 첫 9개월 동안 7번의 긍정적인 낙뢰를 포함하여 약 50번의 공격을 기록했다.
2021년부터 장-피에르 볼프가 이끄는 연구 컨소시엄은 여기에서 레이저 피뢰침 시스템을 테스트하여 번개 방전을 자극하기 위해 구름에 짧은 0.7TW 레이저 펄스를 발사했다.

## 경제

### 송전탑

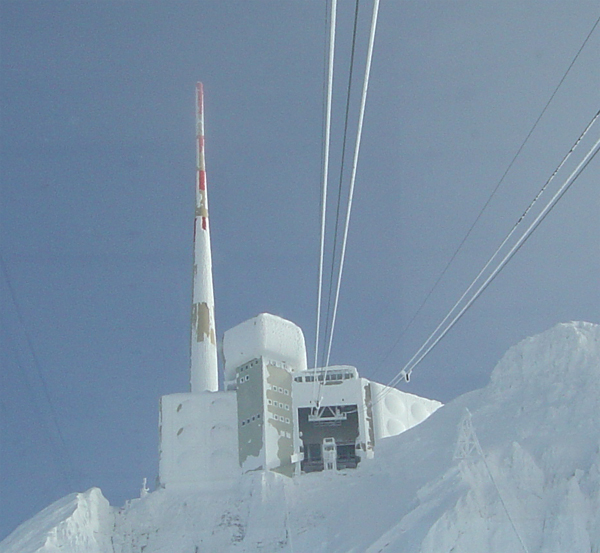
젠티스 송전탑

젠티스의 정상에 위치한 123.55m 높이의 송전탑은 1997년 11월에 착공되었다. 1955년에 지어진 원래의 탑은 악천후로 인해 여러 차례 보수를 거쳐 마침내 교체되었다. 새로운 전송 타워의 안테나는 방문자 테라스에 얼음이 떨어지는 것을 방지하기 위해 외부에 유리 섬유 강화 플라스틱 층이 있다. DRS 1, DRS 2, DRS 3, RSR la Première 및 RSI Rete Uno와 같은 스위스 라디오 채널이 타워에서 방송된다. SF 1, SF 2, SF Info, TSR 1 및 TSI 1과 같은 스위스 텔레비전 채널도 이 위치에서 방송된다.

### 관광
오늘날 슈베크알프에서 공중트램으로 정상에 쉽게 도달할 수 있다. 19세기 중반부터 관광객들에게 인기 있는 목적지였다. 그러나 그 당시부터 정상 회담에 더 쉽게 접근할 수 있도록 많은 아이디어가 있었지만 실현되기까지는 거의 100년이 걸렸다. 인근 여러 마을에서 출발하는 다양한 유형의 철도를 사용하는 많은 접근 방식이 시도되었지만 결국 실패했다. 랙 앤 피니언 철도를 통해 바서라우엔 또는 운터바서에서 젠티스에 접근할 계획인 프로젝트 중 하나. 이 프로젝트의 하단 부분은 아펜첼과 바서라우엔 사이에서 건설되었으며, 오늘날의 활성 철도 네트워크의 일부이며, 나머지는 자금 부족으로 중단되었다. 마지막으로, 지역 사업가인 헤리자우의 카를 마이어 박사는 슈베크알프의 산 기슭에서 공중 트램웨이를 건설하고, 인근 마을인 우르네시에서 산악 도로를 건설 하여 하부 터미널에 더 쉽게 접근할 수 있는 아이디어를 내놓았다. 1933년 9월 22일 그의 프로젝트는 최종적으로 건설을 위해 선택되었고, 마이어는 연방 정부로부터 필요한 라이센스를 받았다. 마침내 1935년 7월 1일에 공중 트램웨이가 운행을 시작했다. 원래의 캐빈은 1960년에 더 큰 캐빈으로 교체되었다. 전체 공중 트램웨이 설치는 1968년과 1976년 사이에 교체되었다. 2000년에 새로운 캐빈이 시운전되었다. 공중 트램웨이 루프트자일반 슈베크알프-젠티스 스위스에서 가장 자주 운행되는 트램웨이 중 하나이다. 총 길이는 2,307m이다. 터미널 사이의 고도 이득은 1,123m이다. 소요 시간은 약 8분이다. 최초의 트램웨이는 1933년부터 1935년까지 건설되었다.

## 기타

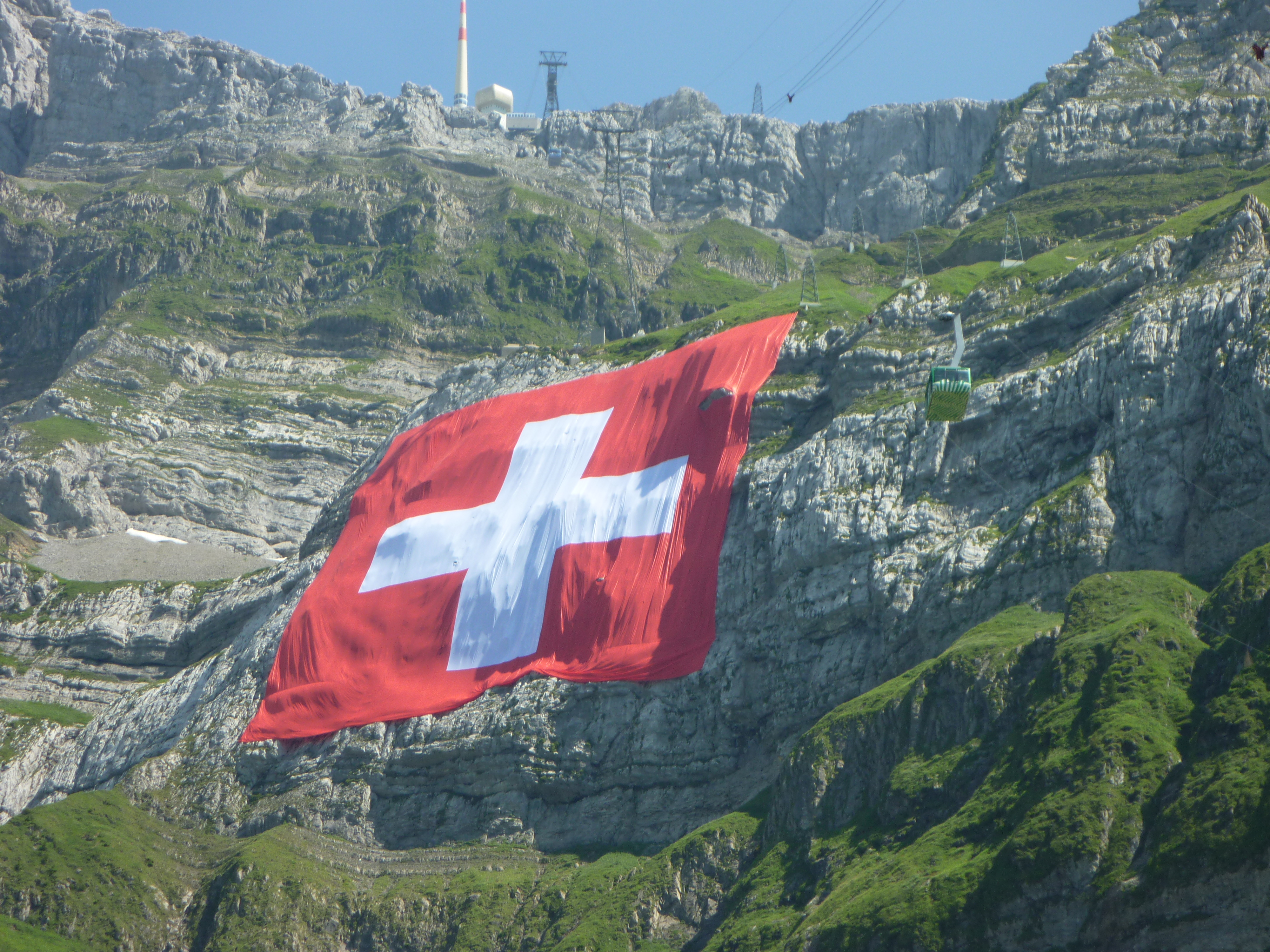
젠티스의 대형 스위스 국기

매년 8월 1일을 기념하는 스위스 건국 기념일을 기념하여 세계에서 가장 큰 스위스 국기가 2009년 7월 31일부터 8월 2일까지 젠티스에서 볼 수 있었다. 정사각형 국기는 각 면이 120m이고 무게가 1.2톤이었다. 깃발은 2009년 8월 2일 이 지역의 강한 바람으로 인해 찢겨졌다.